# Joseph Anton von Gegenbaur

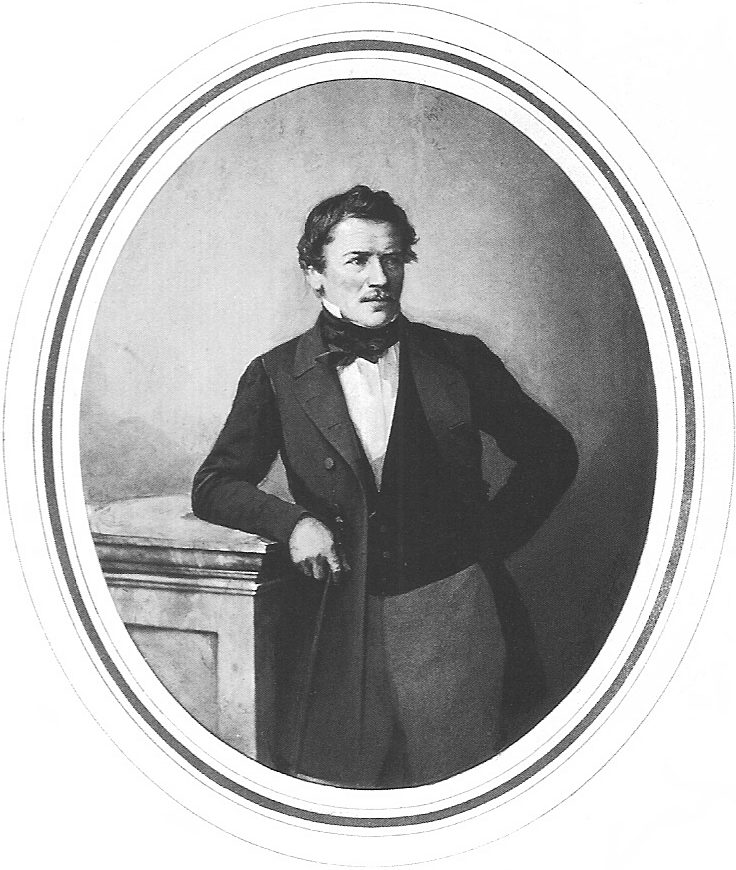
Joseph Anton von Gegenbaur (Foto von Theodor Widmayer)

Joseph Anton von Gegenbaur (* 6. März 1800 in Wangen im Allgäu; † 31. Januar 1876 in Rom) war ein deutscher Maler.

## Leben

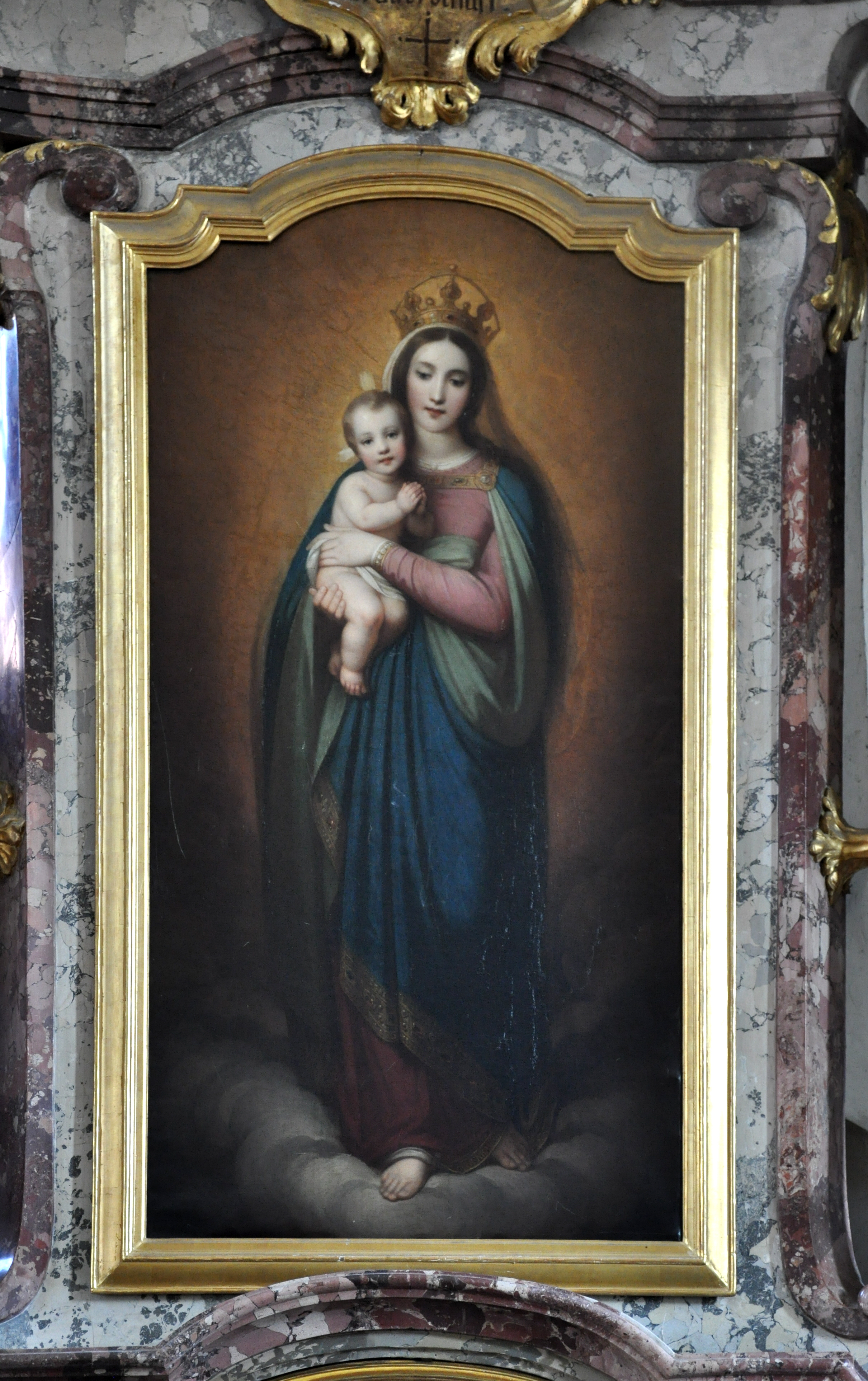
Joseph Anton Gegenbaur: Altarblatt „Madonna mit Kind“ in der Pfarrkirche St. Martinus in Wangen im Allgäu

Gegenbaur studierte an der Akademie der Bildenden Künste München in den Jahren 1815 bis 1823 unter Robert von Langer. Während dieser Zeit schuf er als Altarbild für die Kirche seiner Heimatstadt Wangen im Allgäu die Motive „Heiliger Sebastian“ und „Zwei Hirten“ nach dem Vorbild von Geßners Idyllen. Von 1823 bis 1826 und von 1829 bis 1835 setzte er seine Studien in Rom fort. Dort zeichnete er sich vor allem in der Koloritmalerei aus. Im Residenzschloss Stuttgart malte er später die Werke „Eltern nach dem Verlust des Paradieses“ und „Moses, Wasser aus dem Felsen schlagend“ in dieser Technik.
Nach seiner Rückkehr aus Italien erhielt er von König Wilhelm I. von Württemberg den Auftrag, zusammen mit Gottlob Johann Gutekunst das neuerbaute Schloss Rosenstein in Stuttgart mit Fresken zu schmücken. Die Motive entnahm er der Mythologie.
Als Gegenbaur im Jahr 1835 zum Hofmaler ernannt wurde, war er im Königreich Württemberg schon sehr bekannt. In den Jahren 1836 bis 1854 malte er im Residenzschloss Stuttgart fünf Säle des Erdgeschosses und des ersten Stockes mit Fresken aus der württembergischen Geschichte aus. Diese Bilder, welche Szenen mit den württembergischen Grafen Eberhard dem Greiner, Eberhard dem Erlauchten, Ulrich dem Vielgeliebten und Eberhard im Bart zeigten, wurden bei der Bombardierung des Schlosses im Zweiten Weltkrieg stark beschädigt und nach dem Krieg zerstört. Fotografien davon sind jedoch erhalten geblieben. Im Jahr 1864 stattete Gegenbaur den vergrößerten Speisesaal des Schlosses Friedrichshafen mit sieben „allegorischen Bildern“ aus, die ebenfalls nicht mehr erhalten sind.
Seine bekanntesten Ölgemälde befanden sich im Besitz der Könige von Württemberg, so eine schlafende Venus und zwei Satyrn, eine Leda, und mehrere kleine Venusbilder. In der Pfarrkirche von Wangen im Allgäu schuf er ein großes Altarbild „Madonna mit dem Kinde“. Daneben malte Gegenbaur auch Porträts und Schlachtenbilder. Wiewohl er zu Lebzeiten sehr bekannt wurde, geriet er nach dem Ende der Monarchie in Vergessenheit. Durch die Vernichtung seiner einst sehr populären Werke und die lange Unpopularität des Historismus blieb eine angemessen Würdigung bis heute aus.
1844 wurde Gegenbaur mit dem Ritterkreuz des Ordens der württembergischen Krone ausgezeichnet, was mit dem persönlichen Adelstitel verbunden war.
Joseph Anton von Gegenbaur starb mit 76 Jahren in Rom und wurde auf dem Camposanto Teutonico begraben.

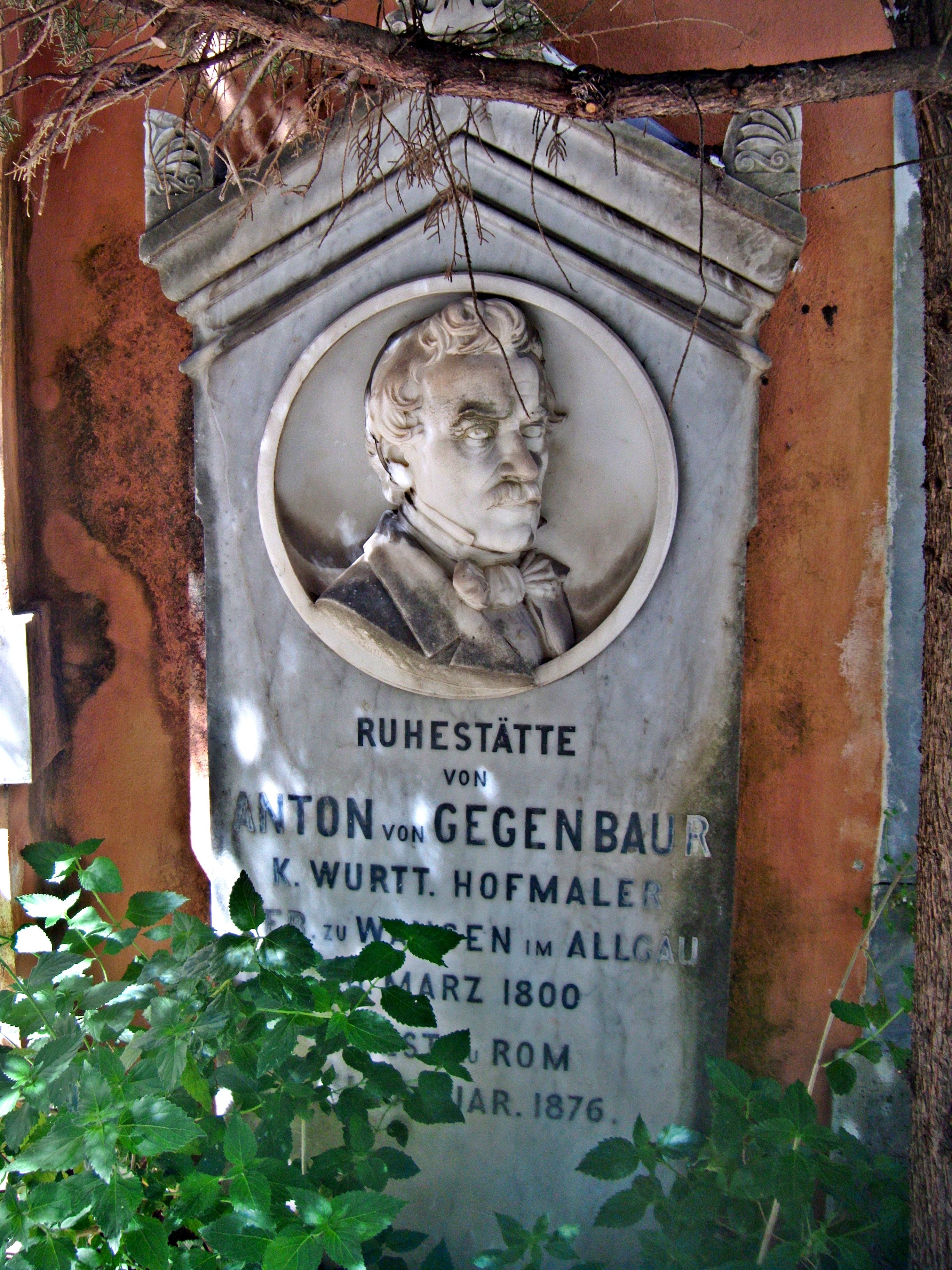
Grabstein auf dem Campo Santo Teutonico, Rom

## Denkmal und Ehrungen
Der Münchener Bildhauer August Schädler schuf 1901 für Gegenbaurs Heimatstadt Wangen ein Denkmal des Malers. In Wangen wurden nach Gegenbaur die Anton-von-Gegenbaur-Schule und die Gegenbaurstraße (neben seinem Denkmal) benannt.